# P22噬菌体
沙门氏菌病毒P22（学名：Salmonella virus P22，或称P22噬菌体或P22），是一種噬菌体，属于短尾噬菌體科。它們的宿主是沙门氏菌屬的腸道沙門氏菌（Salmonella enterica）